# Pseudozethus ephippium
Pseudozethus ephippium är en stekelart som först beskrevs av Henri Saussure.  Pseudozethus ephippium ingår i släktet Pseudozethus och familjen Eumenidae. Inga underarter finns listade i Catalogue of Life.